# ميخائيل مور
ميخائيل مور (بالإنجليزية: Michael Moore)‏ (24 مارس 1981 في المملكة المتحدة - ) هو لاعب كرة قدم بريطاني في مركز الهجوم. لعب مع سانت جونستون وهاميلتون أكاديميكال ونادي دمبرتون ونادي سترنرير ‏ وKilbirnie Ladeside F.C. ‏ ونادي آير يونايتد.

## وصلات خارجية
- ميخائيل مور على موقع قاعدة بيانات كرة القدم.إي يو (الإنجليزية)
- ميخائيل مور على موقع Soccerbase.com (لاعب) (الإنجليزية)